# Mikhaïl Artamonov
Pour les articles homonymes, voir Artamonov.
Ne doit pas être confondu avec Mikhail Artamonov (taekwondo).

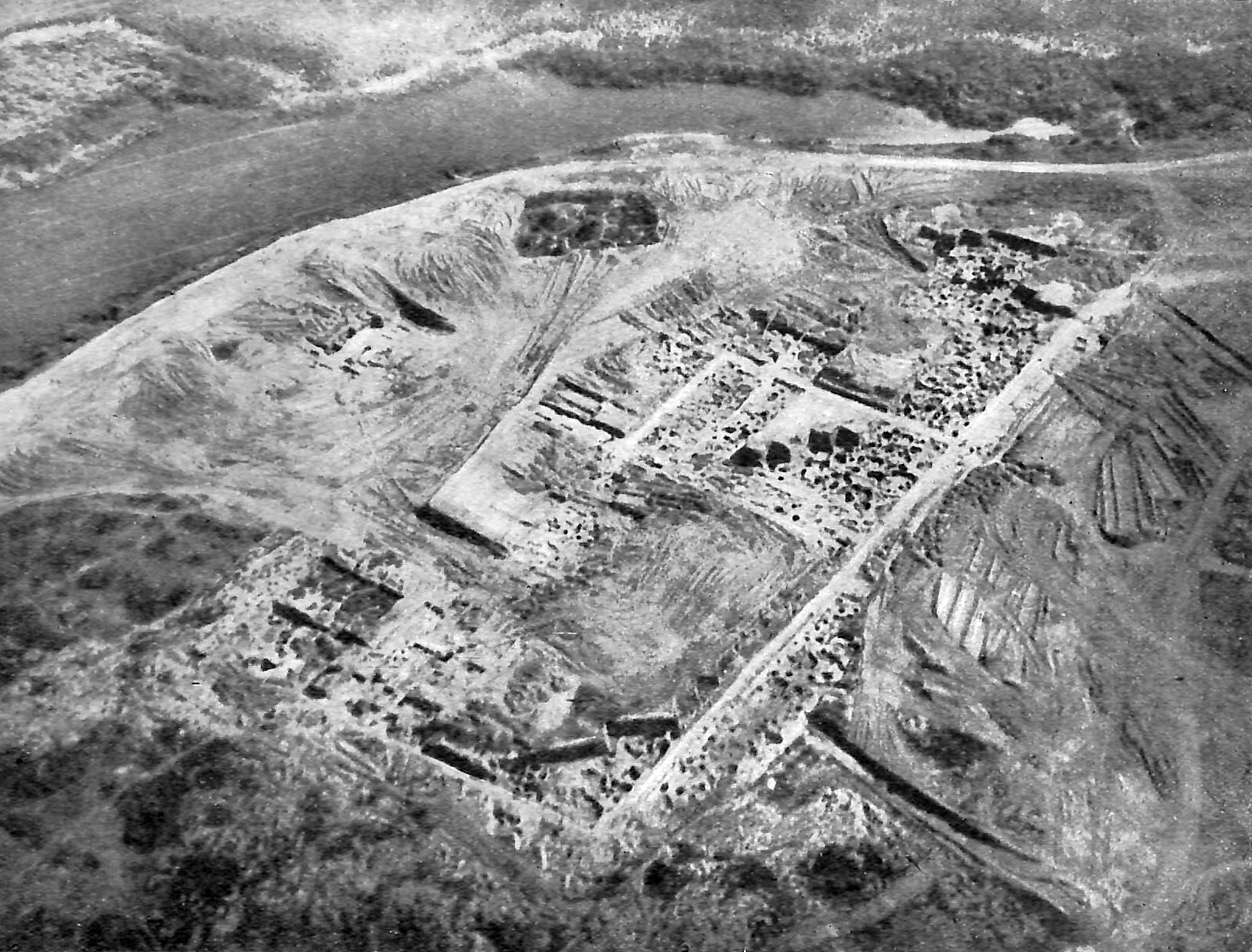
Le site de la forteresse khazare de Sarkel, qui fut découvert et fouillé par Mikhaïl Artamonov dans les années 1930

Mikhaïl Illarionovitch Artamonov (en russe : Михаил Илларионович Артамонов), né le 23 novembre 1898 (5 décembre dans le calendrier grégorien) dans le village de Vygolovo, gouvernement de Tver, et mort le 31 juillet 1972 à Léningrad, est un historien et archéologue russe et soviétique, considéré comme le père fondateur des études khazares en Russie.

## Biographie
La carrière scientifique de Mikhaïl Artamonov s'est déroulée au sein de l'université de Léningrad, où il enseigna à partir de 1935, et fut titulaire de la chaire d'archéologie à la faculté d'histoire à partir de 1949 Il rechercha des sites datant de l'âge du bronze et de l'âge du fer, près du Don, dans le Caucase du nord et l'Ukraine. Il entreprit les fouilles d'un grand nombre de sites scythes et khazars, dont le plus célèbre est la forteresse khazare de Sarkel, et publia en 1962 une importante monographie sur les Khazars, intitulée Histoire khazare. Les premières éditions de ce travail mirent en lumière l'influence prépondérante des Khazars sur le développement des premiers peuples russes et d'autres peuples ; elles furent dénoncées par les autorités soviétiques et il fut contraint de modifier la conclusion de son travail : elle devait indiquer, essentiellement, qu'ils n'exercèrent en fait, aucune influence durable.
Cet ouvrage a été publié à nouveau en 2002 en russe aux éditions Spebgu de Saint-Pétersbourg ; une traduction en français est en cours.
Artamonov fut nommé directeur du Musée de l'Ermitage en 1951. Treize ans plus tard, il fut évincé de son poste pour avoir organisé des expositions d'artistes soviétiques dissidents. Boris Piotrovski lui succéda. Artamonov fut décoré de l'ordre de Lénine, de l'ordre du Drapeau rouge du Travail et de diverses médailles.

## Sources
- (en) Cet article est partiellement ou en totalité issu de l’article de Wikipédia en anglais intitulé « Mikhail Artamonov » (voir la liste des auteurs).